# 小行星2985
小行星2985（2985 Shakespeare）是一颗围绕太阳公转的小行星。1983年10月12日，愛德華·鮑威爾在可可尼诺县发现了此天体。
該小行星以英國劇作家威廉·莎士比亞命名。
这颗小行星的绝对星等为276.29433等。